# 剑花蟹蛛
剑花蟹蛛（学名：Xysticus sicus）为蟹蛛科花蟹蛛属的动物。在中国大陆，分布于陕西、青海、四川、西藏等地。该物种的模式产地在四川。